# Oberadilol
Oberadilol je agonist beta adrenergičkog receptora.